# إيه سي ميلان موسم 1999–2000
لم يتمكن نادي ميلان لكرة القدم من تكرار نجاحه في الموسم السابق (1998–99). فشلوا في الدفاع عن لقب الدوري الإيطالي، واحتلوا المركز الثالث خلف لاتسيو البطل ويوفنتوس الوصيف، وخرجوا من دوري أبطال أوروبا بعد أداء باهت في مرحلة المجموعات الأولى. في واقع الأمر، انتهى الأمر بميلان في المركز الأخير في المجموعة، ولم يتأهل حتى لبقية مباريات كأس الاتحاد الأوروبي.
خاض الوافد الجديد أندري شيفتشينكو الموسم الأول مع النادي الميلاني، وتمكن من أن يصبح هداف الدوري الإيطالي في الموسم الأول في إيطاليا، برصيد 24 هدفًا (29 في جميع المسابقات)، مما عزز سمعته كمهاجم مخيف. ومن بين التعاقدات الأخرى التي أثبتت نجاحها، سيرجينهو وجنارو غاتوزو، اللذين بقيا في النادي لسنوات قادمة، وتم تقديمهما في النهاية إلى قاعة المشاهير في النادي.